# 四球

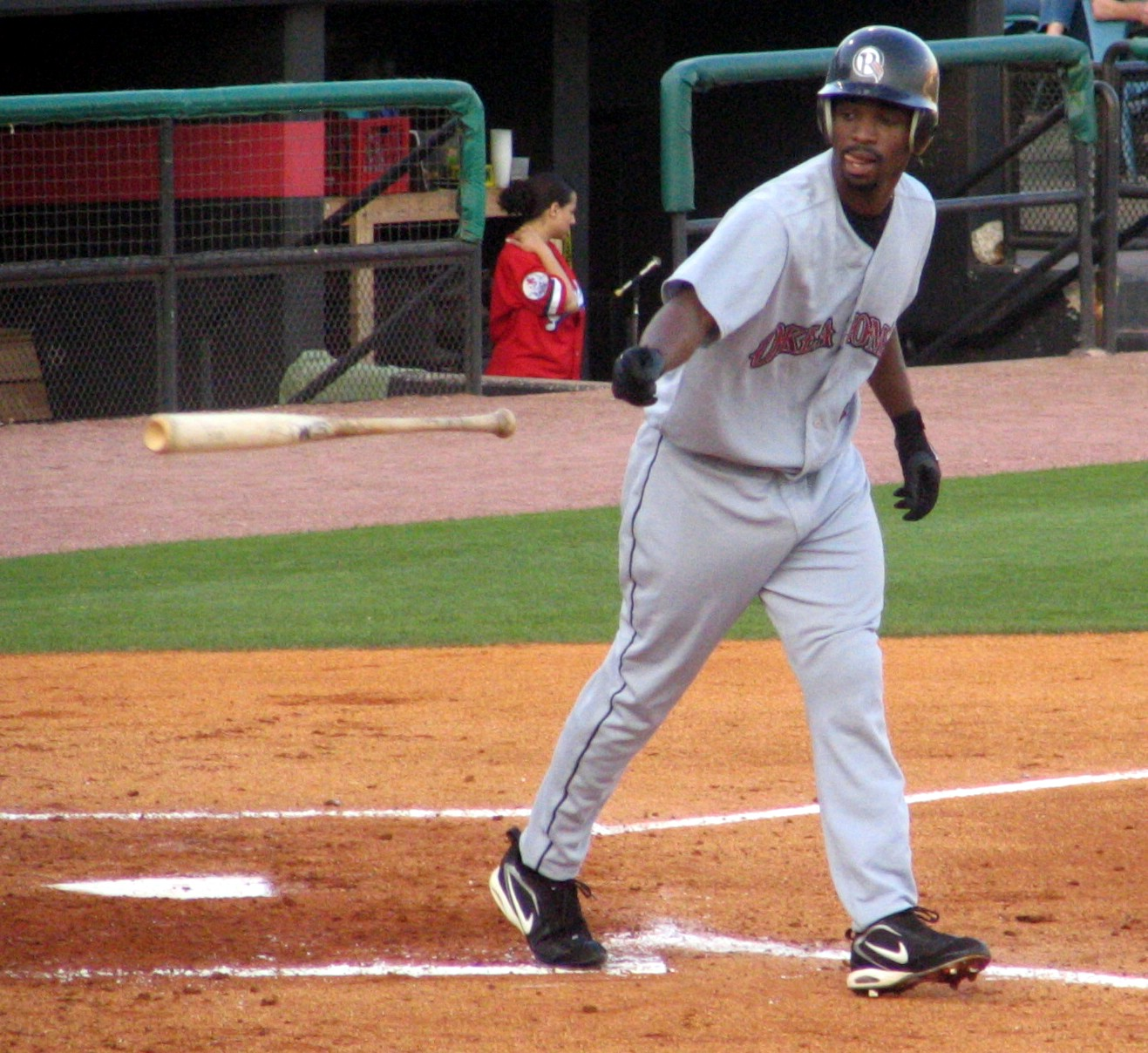
四球を選び一塁へ歩く打者。

四球（しきゅう、英：Base on balls (BB) / Walk）は、野球の試合において投手が打者に対しボールを4球投げ出塁を許すこと。また、それによる出塁のこと。フォアボール（和製英語）とも言う。

## 概要
1つの打席で4つのボールが宣告されると、打者に安全進塁権が与えられ、アウトにされるおそれなく一塁に進塁することができる。打者は走者となって一塁に進み、一塁に触れなければならない。このとき一塁に走者がいれば押し出されて二塁へ、二塁にも走者がいればこれも押し出されて三塁へ、さらに三塁にも走者がいればこれも押し出されて本塁へ、それぞれアウトにされるおそれなく進塁することができる（フォースプレイ）。
四球はボールインプレイである。したがって、例えば四球が宣告された投球が暴投または捕逸になった場合、打者走者を含めた走者は、安全に進塁できる塁より先の塁（2つ以上先の塁）に進んでもよいし、同時に盗塁が起こっていてこれが成功すれば盗塁による進塁も認められる。ただし、四球で安全に進むことが認められている塁は1つまでなので、それ以上先の塁に進もうとしてこの塁を越えてしまえば、野手に触球されるとアウトになる。また、塁に触れずに先の塁へ進んでしまったときもその塁に達したものとみなされるから、走者の身体へ触球されればアウトになるのはもちろん、野手が空過した塁に触球しアピールをすることでも走者はアウトになる（アピールプレイ）。
球審は四球を宣告するにあたって特にジェスチャーをすることはなく、ボールを宣告するのみである。かつては左手人差し指で軽く一塁方向を指差すジェスチャーを行っていたが、このジェスチャーはハーフスイングがあった際に塁審に判定を求めるときのジェスチャーと同様である為、現在は行わない事になっている。
走者満塁で四死球その他により一塁が与えられ、結果として押し出された三塁走者の得点がその試合の勝敗を決する決勝点となるケースで（最終回裏、延長回裏など）、打者走者が適宜な時間を経過しても一塁に進もうとしない場合にはアウトが宣告される。
- 無死または一死では、三塁走者の得点は認められる
- 二死では、得点も認められない

また、三塁走者が本塁を踏もうとしない場合には、その三塁走者にアウトが宣告され、得点は認められない。ただし、こうしたケースで観衆がフィールドになだれ込んで三塁走者の本塁触塁や打者走者の一塁触塁を妨害した場合、観衆の走塁妨害として進塁や得点が認められる。
この状況において、打者走者あるいは三塁走者が、進もうとしないのではなく、次塁を踏み損ねて、しかも適宜な時間内に触れ直そうとしない場合は、守備側のアピールを待つことなく、当該（打者）走者にはアウトが宣告される。
守備側が戦術上の都合などで意図的に与える四球は、「故意四球」（敬遠）と呼ばれる。

## 与四球
与四球（よしきゅう）は、投手が打者に与えた四球の数を表す記録である。
上記の要領で打者に四球が記録されると同時に、投手には与四球が記録される。対戦打者の四球と対戦投手の与四球は必ず同数になる。

## 記録上の扱い
打者には四球1が記録される。その打席は打席数にカウントされるが、打数にはカウントされない。その打席は出塁したものとして、出塁率に算入される。満塁時に四球が与えられると三塁走者が生還し1点が入る（押し出し）が、この際には打者に打点1が記録される。
複数の打者が関与して（代打起用の場合）四球が成立した時は、4つ目のボールを選んだ打者に四球1の記録が与えられる。
投手には与四球1が記録される。また複数の投手によって1人の打者に四球が与えられた場合には、責任は以下のようになる。
- 2人の投手によって1人の打者に四球が与えられた場合
  - ボールカウントがボール先行で追い込まれていた→先任の投手に与四球1
  - （同上）ストライク先行で追い込んでいたのに逆になった→リリーフ投手に与四球1
- 3人以上の投手によって1人の打者に四球が与えられた場合（ただし、ルール上投手は最低1人の打者の打席が完了[注 3]しなければ降板できないことになっているので、投球中の大怪我等で例外が認められるといったよほどのことがない限りこうしたケースはあり得ず、過去にも例がない）
  - もっとも多くボール（＝2ボール）を与えた投手に与四球1
  - 全員のボール投球数が同じ（1ボールずつ）だった場合には、四球を成立させた投手に与四球1

よって、以下のような記録もあり得る。

### 6球投げて2与四球
1975年5月6日の日本ハムファイターズ対太平洋クラブライオンズの試合で、日本ハムが二死満塁のピンチに、日本ハムの投手藤原真が太平洋の打者西沢正次にボークを犯してボールカウントを1ボールとしたため、三浦政基に交代させられた。ところが、三浦も西沢に4球投げて3ボール1ストライクで合わせて四球となり押し出し、1失点。次の打者ドン・ビュフォードにも2球共ボールでストライクは1つも奪えず、小坂敏彦に交代したが、小坂までも2ボールでビュフォードに四球を与えてしまいまたも押し出し、1失点。上述の扱いにより、1ボール0ストライクで交代した三浦が西沢に四球を与えただけでなく、次打者ビュフォードへの2ボールから交代した小坂が与えた四球に対しても責任投手は三浦となったため、6投球で2与四球が記録された。

## 歴史
1876年にメジャーリーグ（ナショナルリーグ）が発足した際には九球（ナインボール）、つまり投手が9球ボールを投げないと打者が出塁できないことになっていた。しかし打者が3球ストライクを投げられると三振でアウトになるのに対し、九球ルールではあまりにも投手有利であるため、1880年に八球（エイトボール）に変更されたのを機に試行錯誤した結果、1889年に四球に落ち着いた。この経緯に関しては以下の通りである。
- 1876年 九球（ナインボール）
- 1880年 八球（エイトボール）
- 1882年 七球（セブンボール）
- 1884年 六球（シックスボール）
- 1886年 七球（セブンボール）
- 1887年 五球（ファイブボール）
  - 当時のメジャーリーグでは打者から投手に対して投球の高低が注文できることになっていたが、五球が導入されたこの年からこれが廃止され、投手は自分の意思で投球ができるようになった。
- 1889年 四球（フォアボール）

また1971年3月10日には、当時アリゾナ州で春季キャンプを行っていたロッテオリオンズが、オークランド・アスレチックスと三球（スリーボール）ルールを実験的に取り入れた練習試合を行っている。これは試合のスピードアップを目的として当時のアスレチックスのオーナーであるチャーリー・フィンリーが発案したルールであったが、試合はロッテ投手陣の与三球が3であったのに対し、アスレチックス投手陣の与三球は17であった。そのため安打数はロッテ11本に対しアスレチックスは9本と肉迫していたにもかかわらず、ロッテが12-6というダブルスコアで勝利した。試合中にもブーイングが起こるなど三球ルールは観客からは不評で、また試合時間も3時間5分と、スピードアップとは程遠い結果になってしまった。
四球ではカウントミスが発生することがある。
- 4ボール目の見落とし
  - 4ボールになっても球審が気づかずに、また打者や投手などがアピールしない限りはそのままプレイ続行となる。
  - 1987年10月19日の読売ジャイアンツ対広島東洋カープ戦において、打者吉村禎章がボールカウント2ストライク4ボールからホームランを打っている。投手は白武佳久。
  - 2018年8月9日、広島東洋カープ対中日ドラゴンズ戦において、打者鈴木誠也が8球目でボールカウント4ボール2ストライクとなったが球審も打者も気付かず、9球目でファウルを打ち、10球目で二塁ゴロでアウトとなった[8]。
- 4ボールとの勘違い
  - 3ボールの時点で四球と勘違いするパターンがある。
  - 日本プロ野球における第1号は1936年10月24日の大阪タイガース対大東京軍戦（宝塚球場）において、打者漆原進が3ボールとなった時点で四球と勘違いし、一塁へ歩いたケースである（この件の顛末については二出川延明#日本プロ野球史上初のボールカウント間違いを参照）[9]。

## 四球数に関する記録

### 日本プロ野球

#### 通算記録
| 順位 | 選手名   | 四球 |
| ---- | -------- | ---- |
| 1    | 王貞治   | 2390 |
| 2    | 落合博満 | 1475 |
| 3    | 金本知憲 | 1368 |
| 4    | 清原和博 | 1346 |
| 5    | 張本勲   | 1274 |
| 6    | 門田博光 | 1273 |
| 7    | 野村克也 | 1252 |
| 8    | 福本豊   | 1234 |
| 9    | 山本浩二 | 1168 |
| 10   | 谷繁元信 | 1133 |

| 順位 | 選手名   | 四球 |
| ---- | -------- | ---- |
| 11   | 立浪和義 | 1086 |
| 12   | 丸佳浩   | 1067 |
| 13   | 榎本喜八 | 1062 |
| 14   | 山内一弘 | 1061 |
| 15   | 鳥谷敬   | 1055 |
| 16   | 栗山巧   | 1051 |
| 17   | 中村紀洋 | 1030 |
| 18   | 福留孝介 | 1009 |
| 19   | 土井正博 | 972  |
| 20   | 長嶋茂雄 | 969  |

- 記録は2024年シーズン終了時点[10]

#### シーズン記録
| 順位 | 選手名           | 所属球団                     | 四球 | 記録年 | 備考           |
| ---- | ---------------- | ---------------------------- | ---- | ------ | -------------- |
| 1    | 王貞治           | 読売ジャイアンツ             | 158  | 1974年 | セ・リーグ記録 |
| 2    | 王貞治           | 読売ジャイアンツ             | 142  | 1966年 |                |
| 3    | 王貞治           | 読売ジャイアンツ             | 138  | 1965年 |                |
| 4    | 王貞治           | 読売ジャイアンツ             | 130  | 1967年 |                |
| 4    | 丸佳浩           | 広島東洋カープ               | 130  | 2018年 |                |
| 6    | 金本知憲         | 広島東洋カープ               | 128  | 2001年 |                |
| 7    | 王貞治           | 読売ジャイアンツ             | 126  | 1977年 |                |
| 8    | 王貞治           | 読売ジャイアンツ             | 125  | 1976年 |                |
| 9    | 王貞治           | 読売ジャイアンツ             | 124  | 1973年 |                |
| 10   | 王貞治           | 読売ジャイアンツ             | 123  | 1963年 |                |
| 10   | 王貞治           | 読売ジャイアンツ             | 123  | 1975年 |                |
| 12   | タイロン・ウッズ | 中日ドラゴンズ               | 121  | 2007年 | 右打者記録     |
| 19   | A.ジョーンズ     | 東北楽天ゴールデンイーグルス | 118  | 2014年 | パ・リーグ記録 |

- 記録は2024年シーズン終了時点[11]

#### その他の記録
|              | 記録   | 選手名   | 所属球団                 | 記録日                    | 備考           |
| ------------ | ------ | -------- | ------------------------ | ------------------------- | -------------- |
| 連続試合記録 | 18試合 | 王貞治   | 読売ジャイアンツ         | 1970年6月17日 - 7月15日   |                |
| 連続試合記録 | 18試合 | 柳田悠岐 | 福岡ソフトバンクホークス | 2016年3月25日 - 4月19日   |                |
| 連続打席記録 | 11打席 | 松永浩美 | 阪急ブレーブス           | 1988年10月22日 - 10月23日 | 全打席故意四球 |
| 1試合記録    | 6個    | 落合博満 | 中日ドラゴンズ           | 1991年10月13日            | 全打席故意四球 |

### メジャーリーグベースボール

#### 通算記録
| 順位 | 選手名                   | 四球 |
| ---- | ------------------------ | ---- |
| 1    | バリー・ボンズ           | 2558 |
| 2    | リッキー・ヘンダーソン   | 2190 |
| 3    | ベーブ・ルース           | 2062 |
| 4    | テッド・ウィリアムズ     | 2021 |
| 5    | ジョー・モーガン         | 1865 |
| 6    | カール・ヤストレムスキー | 1845 |
| 7    | ジム・トーミ             | 1747 |
| 8    | ミッキー・マントル       | 1733 |
| 9    | メル・オット             | 1708 |
| 10   | フランク・トーマス       | 1667 |

| 順位 | 選手名                 | 四球 |
| ---- | ---------------------- | ---- |
| 11   | エディ・ヨスト         | 1614 |
| 12   | ダレル・エバンス       | 1605 |
| 13   | スタン・ミュージアル   | 1599 |
| 14   | ピート・ローズ         | 1566 |
| 15   | ハーモン・キルブリュー | 1559 |
| 16   | チッパー・ジョーンズ   | 1512 |
| 17   | ルー・ゲーリッグ       | 1508 |
| 18   | マイク・シュミット     | 1507 |
| 19   | エディ・コリンズ       | 1499 |
| 20   | ボビー・アブレイユ     | 1476 |

- 記録は2024年シーズン終了時点[12]

#### シーズン記録
| 順位 | 選手名               | 所属球団                       | 四球 | 記録年 | 備考                 |
| ---- | -------------------- | ------------------------------ | ---- | ------ | -------------------- |
| 1    | バリー・ボンズ       | サンフランシスコ・ジャイアンツ | 232  | 2004年 | ナ・リーグ記録       |
| 2    | バリー・ボンズ       | サンフランシスコ・ジャイアンツ | 198  | 2002年 |                      |
| 3    | バリー・ボンズ       | サンフランシスコ・ジャイアンツ | 177  | 2001年 |                      |
| 4    | ベーブ・ルース       | ニューヨーク・ヤンキース       | 170  | 1923年 | ア・リーグ記録       |
| 5    | マーク・マグワイア   | セントルイス・カージナルス     | 162  | 1998年 | 右打者記録           |
| 5    | テッド・ウィリアムズ | ボストン・レッドソックス       | 162  | 1947年 |                      |
| 5    | テッド・ウィリアムズ | ボストン・レッドソックス       | 162  | 1949年 |                      |
| 8    | テッド・ウィリアムズ | ボストン・レッドソックス       | 156  | 1946年 |                      |
| 9    | バリー・ボンズ       | サンフランシスコ・ジャイアンツ | 151  | 1996年 |                      |
| 9    | エディ・ヨスト       | ワシントン・セネタース         | 151  | 1956年 | ア・リーグ右打者記録 |

- 両打者記録はミッキー・マントルの146四球（1957年、ニューヨーク・ヤンキース）
- 記録は2024年シーズン終了時点[13]

## 与四球数に関する記録

### 日本プロ野球

#### 通算記録
| 順位 | 選手名       | 与四球 | 与四球率 | 投球回 |
| ---- | ------------ | ------ | -------- | ------ |
| 1    | 金田正一     | 1808   | 2.94     | 5526.2 |
| 2    | 米田哲也     | 1480   | 2.60     | 5130   |
| 3    | 中尾碩志     | 1436   | 4.23     | 3057   |
| 4    | 梶本隆夫     | 1244   | 2.66     | 4208   |
| 5    | V.スタルヒン | 1221   | 2.63     | 4175.1 |
| 6    | 別所毅彦     | 1206   | 2.49     | 4350.2 |
| 7    | 松岡弘       | 1163   | 3.23     | 3240   |
| 8    | 村田兆治     | 1144   | 3.09     | 3331.1 |
| 9    | 工藤公康     | 1128   | 3.04     | 3336.2 |
| 10   | 鈴木啓示     | 1126   | 2.20     | 4600.1 |

| 順位 | 選手名     | 与四球 | 与四球率 | 投球回 |
| ---- | ---------- | ------ | -------- | ------ |
| 11   | 小野正一   | 1116   | 3.48     | 2909   |
| 12   | 内藤幸三   | 1108   | 4.49     | 2220.2 |
| 13   | 東尾修     | 1102   | 2.43     | 4086   |
| 14   | 堀内恒夫   | 1095   | 3.24     | 3045   |
| 15   | 佐藤義則   | 1055   | 3.64     | 2608.2 |
| 16   | 長谷川良平 | 1026   | 2.73     | 3376.1 |
| 17   | 川口和久   | 1021   | 3.81     | 2410   |
| 18   | 権藤正利   | 1019   | 3.65     | 2513   |
| 19   | 高橋一三   | 1007   | 3.26     | 2778   |
| 20   | 若林忠志   | 998    | 2.52     | 3557.1 |

- 記録は2024年シーズン終了時点[14]

#### シーズン記録
| 順位 | 選手名     | 所属球団       | 与四球 | 与四球率 | 投球回 | 記録年 | 備考           |
| ---- | ---------- | -------------- | ------ | -------- | ------ | ------ | -------------- |
| 1    | 亀田忠     | イーグルス     | 280    | 6.79     | 371    | 1939年 |                |
| 2    | 亀田忠     | 黒鷲軍         | 273    | 5.38     | 456.2  | 1940年 |                |
| 3    | 福士勇     | 朝日軍         | 234    | 5.31     | 396.2  | 1941年 |                |
| 4    | 清水秀雄   | 南海軍         | 217    | 6.34     | 308    | 1940年 | 左投手記録     |
| 5    | 中山正嘉   | 名古屋金鯱軍   | 216    | 5.29     | 367.1  | 1940年 |                |
| 6    | 中尾輝三   | 東京巨人軍     | 212    | 5.50     | 347    | 1940年 |                |
| 7    | 菊矢吉男   | ライオン軍     | 209    | 5.61     | 335    | 1939年 |                |
| 8    | 真田重蔵   | パシフィック   | 205    | 3.97     | 464.2  | 1946年 | 戦後最多記録   |
| 9    | 丸山二三雄 | グレートリング | 202    | 5.48     | 332    | 1946年 |                |
| 10   | 金田正一   | 国鉄スワローズ | 197    | 4.95     | 358    | 1952年 | セ・リーグ記録 |

- 記録は2024年シーズン終了時点[15]
- パ・リーグ記録は野茂茂雄の148（1993年、与四球率5.47（243.1投球回））

#### 1試合記録
| 選手名   | 所属球団         | 与四球 | 記録日       | 対戦相手       |
| -------- | ---------------- | ------ | ------------ | -------------- |
| 野茂英雄 | 近鉄バファローズ | 16     | 1994年7月1日 | 西武ライオンズ |

#### 1イニング記録
| 選手名 | 所属球団       | 与四球 | 記録日        | 対戦相手       | イニング |
| ------ | -------------- | ------ | ------------- | -------------- | -------- |
| 田村満 | 高橋ユニオンズ | 7      | 1954年6月12日 | 西鉄ライオンズ | 8回表    |

### メジャーリーグベースボール

#### 通算記録
| 順位 | 選手名                 | 与四球 | 与四球率 | 投球回 |
| ---- | ---------------------- | ------ | -------- | ------ |
| 1    | ノーラン・ライアン     | 2795   | 4.67     | 5386   |
| 2    | スティーブ・カールトン | 1833   | 3.16     | 5217.2 |
| 3    | フィル・ニークロ       | 1809   | 3.01     | 5404   |
| 4    | アーリー・ウィン       | 1775   | 3.50     | 4564   |
| 5    | ボブ・フェラー         | 1764   | 4.15     | 3827   |
| 6    | ボボ・ニューサム       | 1732   | 4.15     | 3759.1 |
| 7    | エイモス・ルーシー     | 1707   | 4.07     | 3778.2 |
| 8    | チャーリー・ハフ       | 1665   | 3.94     | 3801.1 |
| 9    | ロジャー・クレメンス   | 1580   | 2.89     | 4916.2 |
| 10   | ガス・ウェイイング     | 1570   | 3.26     | 4337   |

| 順位 | 選手名               | 与四球 | 与四球率 | 投球回 |
| ---- | -------------------- | ------ | -------- | ------ |
| 11   | レッド・ラフィング   | 1541   | 3.19     | 4344   |
| 12   | トム・グラビン       | 1500   | 3.06     | 4413.1 |
| 13   | ランディ・ジョンソン | 1497   | 3.26     | 4135.1 |
| 14   | バンプ・ハドリー     | 1442   | 4.41     | 2945.2 |
| 15   | ウォーレン・スパーン | 1434   | 2.46     | 5243.2 |
| 16   | アール・ホワイトヒル | 1431   | 3.61     | 3564.2 |
| 17   | トニー・マレーン     | 1408   | 2.80     | 4531.1 |
| 18   | サム・ジョーンズ     | 1396   | 3.24     | 3883   |
| 19   | ジャック・モリス     | 1390   | 3.27     | 3824   |
| 19   | トム・シーバー       | 1390   | 2.62     | 4783   |

- 記録は2024年シーズン終了時点[16]

#### シーズン記録
| 順位 | 選手名                 | 所属球団                   | 与四球 | 与四球率 | 投球回 | 記録年 |
| ---- | ---------------------- | -------------------------- | ------ | -------- | ------ | ------ |
| 1    | エイモス・ルーシー     | ニューヨーク・ジャイアンツ | 289    | 4.74     | 548.2  | 1890年 |
| 2    | マーク・ボールドウィン | コロンバス・ソロンズ       | 274    | 4.80     | 513.2  | 1889年 |
| 3    | エイモス・ルーシー     | ニューヨーク・ジャイアンツ | 270    | 4.49     | 541    | 1892年 |
| 4    | エイモス・ルーシー     | ニューヨーク・ジャイアンツ | 262    | 4.71     | 500.1  | 1891年 |
| 5    | マーク・ボールドウィン | シカゴ・パイレーツ         | 249    | 4.55     | 492    | 1890年 |
| 6    | ジャック・スティベッツ | セントルイス・ブラウンズ   | 232    | 4.75     | 440    | 1891年 |
| 7    | マーク・ボールドウィン | ピッツバーグ・パイレーツ   | 227    | 4.67     | 437.2  | 1891年 |
| 8    | フィル・ネル           | コロンバス・ソロンズ       | 226    | 4.40     | 462    | 1891年 |
| 9    | ボブ・バー             | ロチェスター・ブロンコス   | 219    | 4.00     | 493.1  | 1890年 |
| 10   | エイモス・ルーシー     | ニューヨーク・ジャイアンツ | 218    | 4.07     | 482    | 1893年 |

- 記録は2024年シーズン終了時点[17]

| 2リーグ制後                  | 2リーグ制後        | 2リーグ制後                    | 2リーグ制後 | 2リーグ制後 | 2リーグ制後 | 2リーグ制後 | 2リーグ制後    |
| 順位                         | 選手名             | 所属球団                       | 与四球      | 与四球率    | 投球回      | 記録年      | 備考           |
| ---------------------------- | ------------------ | ------------------------------ | ----------- | ----------- | ----------- | ----------- | -------------- |
| 1                            | ボブ・フェラー     | クリーブランド・インディアンス | 208         | 6.74        | 277.2       | 1938年      |                |
| 2                            | ノーラン・ライアン | カリフォルニア・エンゼルス     | 204         | 6.14        | 299         | 1977年      |                |
| 3                            | ノーラン・ライアン | カリフォルニア・エンゼルス     | 202         | 5.46        | 332.2       | 1974年      |                |
| 4                            | ボブ・フェラー     | クリーブランド・インディアンス | 194         | 5.09        | 343         | 1941年      |                |
| 5                            | ボボ・ニューサム   | セントルイス・ブラウンズ       | 192         | 5.24        | 329.2       | 1938年      |                |
| 6                            | サム・ジョーンズ   | シカゴ・カブス                 | 185         | 6.99        | 241.2       | 1955年      | ナ・リーグ記録 |
| 7                            | ノーラン・ライアン | カリフォルニア・エンゼルス     | 183         | 5.79        | 284.1       | 1976年      |                |
| 8                            | ボブ・ハーモン     | セントルイス・カージナルス     | 181         | 4.68        | 348         | 1911年      |                |
| 8                            | ボブ・ターリー     | ボルチモア・オリオールズ       | 181         | 6.59        | 247.1       | 1954年      |                |
| 10                           | トミー・バーン     | ニューヨーク・ヤンキース       | 179         | 8.22        | 196         | 1949年      | 左投手記録     |
| 記録は2024年シーズン終了時点 |                    |                                |             |             |             |             |                |

## 与四球率
与四球率とは投手が1試合（9イニング）完投したと仮定した場合の平均与四球数である。すなわち次の式により求められる。
与四球率 = (与四球 × 9) ÷ 投球回
この値は投手の能力を評価する指標の1つであり、低ければ制球の良い投手と認識される。MLBにおける平均は3.2程度である。また、近年では与四球を被打者数で割ったBB%という指標も存在する。通算1000投球回以上での歴代最高は上原浩治の1.20％、シーズン規定投球回以上での歴代最高は野口二郎(1950年)の1.87％。

### MLB通算記録
| 順位 | 選手名                     | 与四球率 |
| ---- | -------------------------- | -------- |
| 1    | キャンディ・カミングス     | 0.47     |
| 2    | トミー・ボンド             | 0.48     |
| 3    | アルバート・スポルディング | 0.51     |
| 4    | ジョージ・ゼットレイン     | 0.5995   |
| 5    | ジョージ・ブラッドリー     | 0.6000   |
| 6    | ディック・マクブライド     | 0.75     |
| 7    | モンテ・ウォード           | 0.92     |
| 8    | ボビー・マシューズ         | 0.97     |
| 9    | ジム・ホイットニー         | 1.06     |
| 10   | パッド・ガルヴィン         | 1.12     |

| 順位 | 選手名                   | 与四球率 |
| ---- | ------------------------ | -------- |
| 11   | ディーコン・フィリップ   | 1.25     |
| 12   | ウィル・ホワイト         | 1.26     |
| 13   | ベーブ・アダムズ         | 1.29     |
| 14   | アディ・ジョス           | 1.41     |
| 15   | サイ・ヤング             | 1.49     |
| 16   | ガイ・ヘッカー           | 1.51     |
| 17   | ジェシー・タンヒル       | 1.56     |
| 18   | ジム・マコーミック       | 1.58     |
| 19   | クリスティ・マシューソン | 1.59     |
| 20   | レッド・ルーカス         | 1.61     |

- 2000投球回以上が対象。記録は2024年シーズン終了時点[20]

#### MLBシーズン記録
| 順位                         | 選手名                     | 所属球団                         | 与四球率 | 記録年 |
| ---------------------------- | -------------------------- | -------------------------------- | -------- | ------ |
| 1                            | ジョージ・ゼットレイン     | フィラデルフィア・アスレチックス | 0.23     | 1876年 |
| 2                            | チェロキー・フィッシャー   | シンシナティ・レッズ             | 0.24     | 1876年 |
| 3                            | ジョージ・ブラッドリー     | プロビデンス・グレイズ           | 0.28     | 1880年 |
| 4                            | トミー・ボンド             | ハートフォード・ダークブルース   | 0.29     | 1876年 |
| 5                            | トミー・ボンド             | ボストン・レッドストッキングス   | 0.39     | 1879年 |
| 6                            | ボビー・マシューズ         | ニューヨーク・ミューチュアルズ   | 0.42     | 1876年 |
| 7                            | カルロス・シルバ           | ミネソタ・ツインズ               | 0.430    | 2005年 |
| 8                            | ガイ・ヘッカー             | ルイビル・エクリプス             | 0.433    | 1882年 |
| 9                            | デール・ウィリアムズ       | シンシナティ・レッズ             | 0.434    | 1876年 |
| 10                           | アルバート・スポルディング | シカゴ・ホワイトストッキングス   | 0.44     | 1876年 |
| 記録は2024年シーズン終了時点 |                            |                                  |          |        |

| 20世紀以降                   | 20世紀以降                 | 20世紀以降                                  | 20世紀以降 | 20世紀以降 | 20世紀以降     |
| 順位                         | 選手名                     | 所属球団                                    | 与四球率   | 記録年     | 備考           |
| ---------------------------- | -------------------------- | ------------------------------------------- | ---------- | ---------- | -------------- |
| 1                            | カルロス・シルバ           | ミネソタ・ツインズ                          | 0.43       | 2005年     | ア・リーグ記録 |
| 2                            | ベーブ・アダムズ           | ピッツバーグ・パイレーツ                    | 0.616      | 1920年     | ナ・リーグ記録 |
| 3                            | クリスティ・マシューソン   | ニューヨーク・ジャイアンツ                  | 0.618      | 1913年     |                |
| 4                            | ブレット・セイバーヘイゲン | ニューヨーク・メッツ                        | 0.660      | 1994年     | [ 22 ]         |
| 5                            | クリスティ・マシューソン   | ニューヨーク・ジャイアンツ                  | 0.663      | 1914年     |                |
| 6                            | フィル・ヒューズ           | ミネソタ・ツインズ                          | 0.68680    | 2014年     | [ 23 ]         |
| 7                            | サイ・ヤング               | ボストン・アメリカンズ                      | 0.68684    | 1904年     |                |
| 8                            | レッド・ルーカス           | シンシナティ・レッズ                        | 0.74       | 1933年     |                |
| 9                            | クリフ・リー               | シアトル・マリナーズ→テキサス・レンジャーズ | 0.76       | 2010年     | 左投手記録     |
| 10                           | ボブ・テュークスベリー     | セントルイス・カージナルス                  | 0.77       | 1992年     |                |
| 記録は2024年シーズン終了時点 |                            |                                             |            |            |                |

#### 参考記録
| 順位 | 選手名                   | 与四球率 |
| ---- | ------------------------ | -------- |
| 1    | チェロキー・フィッシャー | 0.54     |
| 2    | ジム・デブリン           | 0.58     |
| 3    | テリー・ラーキン         | 0.71     |
| 4    | サム・ウィーバー         | 0.73     |
| 5    | フレッド・ゴールドスミス | 0.96     |
| 6    | ジョシュ・トムリン       | 1.29     |
| 7    | ジャック・リンチ         | 1.38     |
| 8    | ダン・クイゼンベリー     | 1.40     |
| 9    | ボブ・テュークスベリー   | 1.45     |
| 10   | チャーリー・スウィーニー | 1.50     |

- 記録は2024年シーズン終了時点[20]